# 胡瓌
胡瓌，唐末、五代时期至辽代著名画家，范阳（今河北涿州市）人，一说为契丹族。出身慎州乌索固部（在今黑龙江省呼伦贝尔市呼倫湖西南一带）。
他的画作以契丹族的游牧生活为题材，世称其作品“能曲尽塞外不毛之景趣”，是“当时之神巧，绝代之精技”。善于表现北方草原水草放牧、游骑驰逐射猎、精描民族生活习俗，以及辽阔草原荒漠、冰天雪地的大自然壮丽景色。又精于刻画穹庐、帐篷、毡幕、弓箭、鞍鞯等游牧民族的生产、生活用具。他的作品充分展示契丹民族生活真实面貌，反映出浓郁的时代气息。非常善于画马，用笔精妙，清劲细密，骨骼体形强劲有力，生动传神，犹如真马奔腾，一望可知为驰聘广漠草原之骏马。笔法兼有胡马、汉马的形态。五代大梁人刘道醇所著《五代名画补遗》，称其画为“能曲尽塞外不毛之景趣”，“握笔落墨，细入毫芒，而气度精神，富有筋骨。然纤微精致，未有如瑰之比者也”。作品较多，宋朝人曾大量收集其画，所编《宣和画谱》曾著录其作品六十五件，多佚，现仅存《回猎图》《还猎图》《蕃马图》《卓歇图》等。长卷《卓歇图》规模最大，现藏北京故宫博物院，被视其为代表作。